# Jasper Bovenhuis
Jasper Bovenhuis (Rouveen, 27 de juliol de 1991) és un ciclista neerlandès, professional des del 2010.

## Palmarès
- 2008
  - 1r als Tres dies d'Axel
- 2009
  - 1r als Tres dies d'Axel
- 2015
  - 1r a l'Arno Wallaard Memorial
- 2017
  - 1r a la Ronde van Midden-Brabant